# バレーボールサンマリノ男子代表
バレーボールサンマリノ男子代表は、バレーボールの国際大会で編成されるサンマリノの男子バレーボールナショナルチームである。

## 歴史
1980年サンマリノバレーボール連盟が設立。1987年に国際バレーボール連盟へ加盟し、同年欧州小国競技大会で国際大会デビューを飾った。人口約3万人の世界で5番目に小さな国であるサンマリノのオリンピック、世界選手権の出場は実質上なく、欧州小国競技大会のほか、欧州選手権小国部門に出場している。

## 過去の成績

### 欧州小国競技大会の成績
| - 1987年 - 2位 - 1989年 - 6位 - 1991年 - 4位 - 1993年 - 2位 - 1995年 - 不明 - 1997年 - 2位 | - 1999年 - 2位 - 2001年 - 1位 - 2003年 - 2位 - 2005年 - 3位 - 2007年 - 2位 - 2009年 - 4位 |  |